# Polskie drogi (stereotyp)

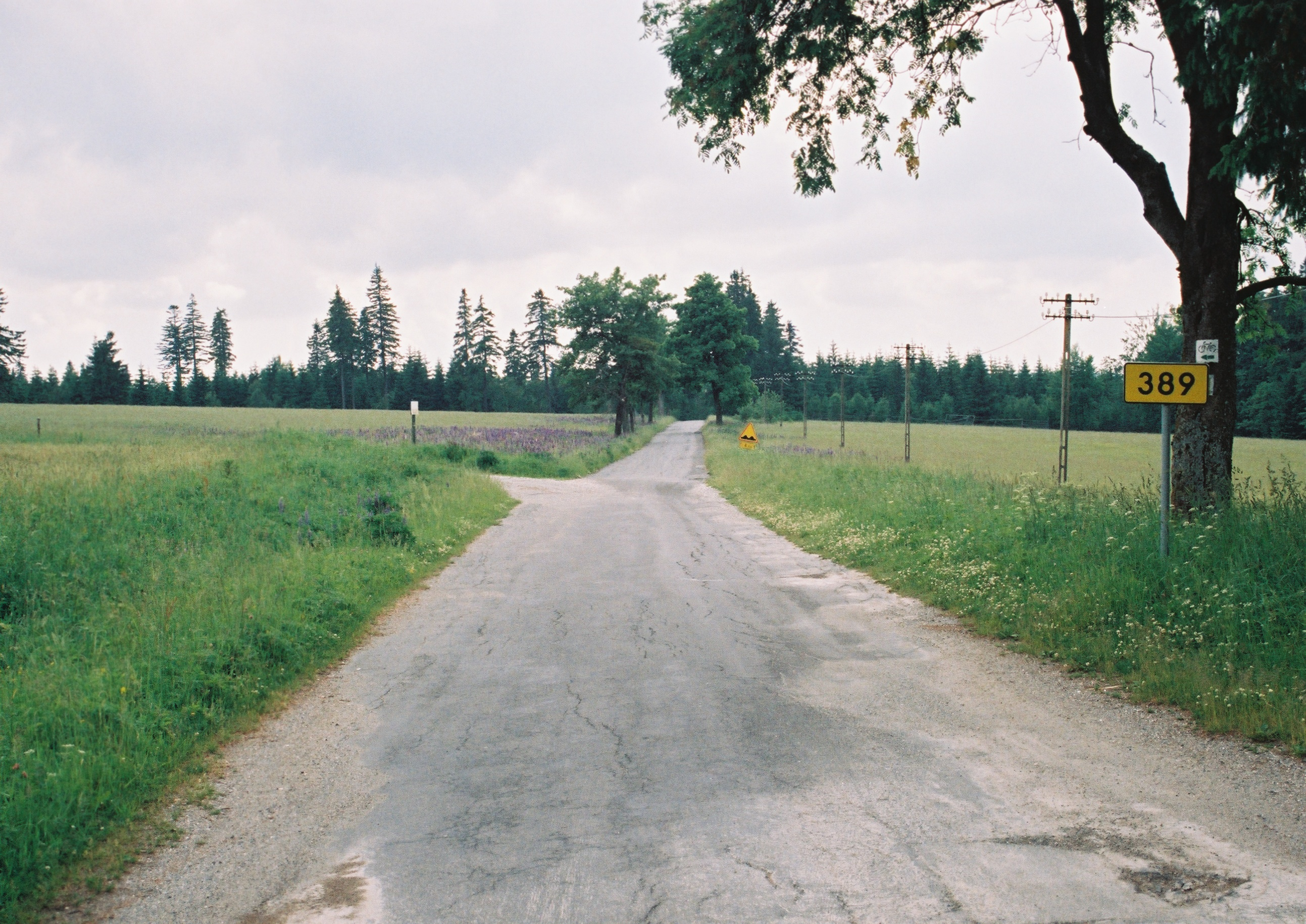
„Polska droga”

Polskie drogi – stereotypowe sformułowanie, oznaczające źle rozwinięty system transportu, charakterystyczny dla Polski. Stereotyp ten wytworzył się jeszcze w odległej przeszłości i podtrzymywany był przez następne stulecia; oznacza rzadką sieć połączeń drogowych, wąskie, źle oznakowane drogi, często wyboiste i zaniedbane.
Również w czasach po wynalezieniu samochodu w początkach XX wieku drogi w Polsce pozostawały na wciąż niższym poziomie niż w krajach Europy Zachodniej. Wystarczy wspomnieć, że w Polsce pod koniec lat trzydziestych XX wieku na 63 169 kilometrów dróg o nawierzchni utwardzonej jedynie około trzech tysięcy kilometrów było w pełni przystosowanych do ruchu samochodowego. Stan taki utrzymywał się także w II połowie XX wieku i wobec stosunkowo niskiego postępu – w porównaniu z krajami sąsiednimi, zwłaszcza na południu i zachodzie – w rozwoju sieci dróg i autostrad w Polsce utrzymywał się po przekształceniach ustrojowych w latach dziewięćdziesiątych.
Niekiedy próbuje się tłumaczyć zły stan dróg w Polsce faktem, że kraj znajduje się w strefie klimatycznej, w której stosunkowo wiele razy w ciągu sezonu zimowego zdarzają się na przemian temperatury ujemne i dodatnie, co wpływać ma na większe ich uszkodzenia w wyniku zamarzania wody zalegającej na jezdni; wyjaśnienia tego rodzaju przedstawiają czasami specjaliści w zakresie drogownictwa, choć trudno nie zauważyć, że temperatury w krajach sąsiadujących z Polską nie różnią się w sposób istotny, a fakt zbyt rzadkiej sieci autostrad w Polsce z rzekomymi trudnościami wynikającymi z klimatu związku nie ma.
Stereotyp polskich dróg miał oparcie w oficjalnych raportach. Na koniec 2009 roku GDDKiA oceniała, że 40% dróg krajowych wymaga remontu, z czego 19% – natychmiastowego. Z kolei w raporcie NIK z 2011 roku wskazano, że zagrożenie dla bezpieczeństwa stanowi prawie połowa dróg w Polsce.
Termin „polskie drogi” wykorzystany został też jako tytuł serialu telewizyjnego z roku 1976 Janickiego i Morgensterna, w którym oznaczał w przenośni drogi prowadzące Polaków przez lata II wojny światowej.